# CFA (愛猫団体)

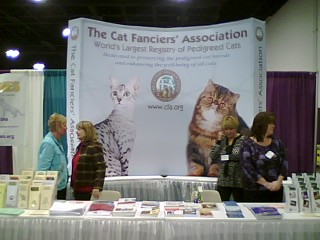
2008年国際キャットショーでのCFAブース

CFA(英: The Cat Fanciers’ Association, Inc.)は、アメリカに本拠を置く世界最大の愛猫団体。
1906年にアメリカで設立された。当初の本部はニュージャージー州マナスカンにあったが、 2010年にオハイオ州アライアンスに移転した。CFAが定めた使命は、登録された猫の品種を保存および促進すると同時に、すべての猫の幸福を増進することにある。
CFAの最初の認可を受けたキャットショーは、1906年にニューヨーク州バッファローとミシガン州デトロイトで開催された。1906年に最初のスタッドブック（血統書）と登録簿を発行し、1909年にはスタッドブック第1巻が出版された。
2024年現在、CFAはアメリカとカナダでの確立された活動に加え、ヨーロッパ、日本でも支部を置いて活動している。